# Zwingerturm

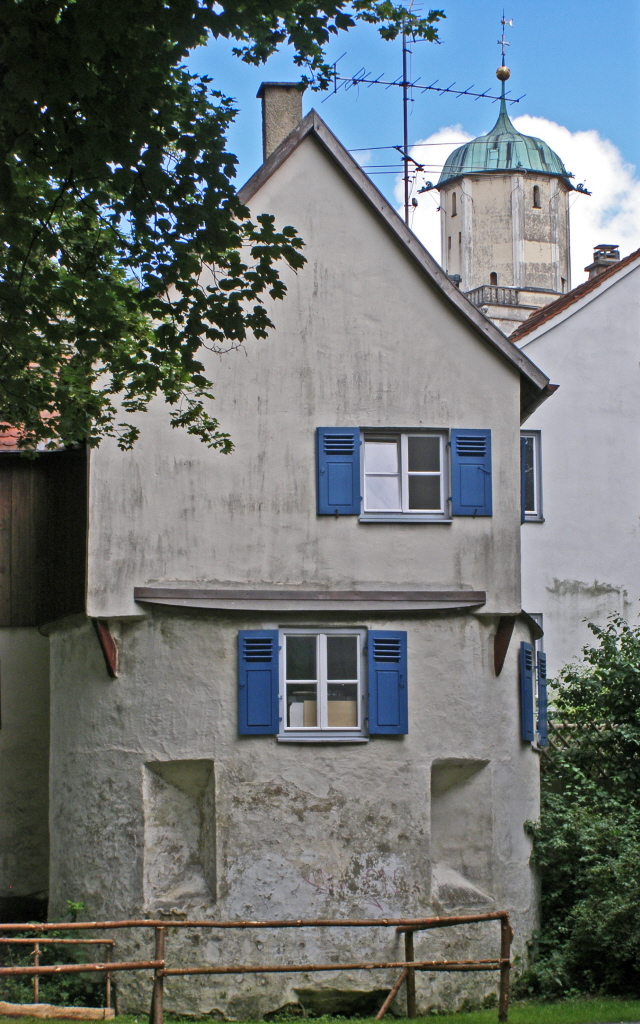
Ehem. Zwingerturm

Der Zwingerturm ist ein ehemaliger Gefängnisturm der oberschwäbischen Stadt Memmingen.

## Lage
Der Turm steht an der Westseite der Altstadt zwischen dem Kerkerturm und dem Westertor.

## Aussehen
Der runde Turm ist im Unterbau aus Tuffstein und im Oberbau aus Ziegeln gebaut und besitzt ein rundes hochgezogenes Dach. Heute besteht noch ein Turmstumpf, auf dem ein Haus mit Satteldach gebaut wurde.

## Geschichte
Der Zwingerturm ist einer der beiden ältesten noch erhaltenen Stadttürme. Er stammt im unteren Bereich aus der Gründungszeit der Stadt (um 1150), der Oberbau aus der Zeit nach 1860. Er ist einer von früher drei Gefängnistürmen. Durch ihn führte der Wehrgang in direkter Verbindung zum Kerkerturm. Er wurde um 1860 im oberen Teil abgetragen. Danach wurde ein kleines Haus mit Satteldach auf den Stumpf und den dahinterliegenden Teil gebaut. Heute sind das Haus und der Turmstumpf privat bewohnt.